# Winfried Wöhner
Winfried Wöhner ist ein deutscher Ingenieur und emeritierter Hochschullehrer.

## Leben und Werk
Nach dem Schulbesuch studierte Wöhner und promovierte am 8. Oktober 1964 an der Hochschule für Verkehrswesen in Dresden zum Dr.-Ing. Das Thema seiner Dissertation lautete Die mathematischen und technischen Grundlagen für den Bau eines elektronischen Langzeit-Analogrechners zur Fahrzeitermittelung bei der Deutschen Reichsbahn. 1969 wurde er zum Hochschullehrer für Numerische Mathematik an genannter Hochschule berufen. 1976 legte er an der Hochschule für Verkehrswesen in Dresden seine Dissertation B vor, deren Thema Beiträge zur nichtlinearen Optimierung in Netzen am Beispiel der Güterzugbildungsplanung lautete. Zuletzt war er als Professor für Grundlagen der Informatik an der Hochschule für Technik und Wirtschaft Dresden tätig.

## Schriften (Auswahl)
- (mit Reinhold Richter): Funktionentheorie. Dresden 1962.
- (mit Reinhold Richter): Einführung in die Variationsrechnung und partielle Differentialgleichungen. Lehrbrief. Dresden 1962.
- Die mathematischen und technischen Grundlagen für den Bau eines elektronischen Langzeit-Analogrechners zur Fahrzeitermittelung bei der Deutschen Reichsbahn. Dresden 1964.
- (mit Reinhold Richter): Matrizenrechnung. Lehrbrief. Dresden 1965.
- Über ein Iterationsverfahren zur Lösung einer allgemeinen Gleichung mit einer Unbekannten. In: Wiss. Zeitschrift der Hochsch für Verkehrswesen „Friedrich List“ Dresden 18 (1971), S. 307–313.
- Beiträge zur nichtlinearen Optimierung in Netzen am Beispiel der Güterzugbildungsplanung. Dresden 1976.